# Nati il 22 gennaio
| Questa pagina contiene informazioni ricavate automaticamente dalle voci biografiche con l'ausilio del template Bio e di un bot. L'aggiornamento è periodico e automatico e ricostruisce completamente la pagina. Se manca una persona in questa lista, sei pregato di non aggiungerla, ma accertati piuttosto che la sua voce biografica contenga il template Bio e che i dati anagrafici siano correttamente compilati. Se il template Bio manca, inseriscilo tu stesso o, in alternativa, metti l'avviso {{tmp\|Bio}} che ne segnala la mancanza. Se i dati riportati sono sbagliati, correggi direttamente la voce biografica; le modifiche saranno visibili in questa lista entro pochi giorni. Per chiarimenti vedi il progetto biografie. La lista contiene solo le 1.254 persone che sono citate nell'enciclopedia e per le quali è stato implementato correttamente il template Bio. Pagina aggiornata al 17 ago 2025. |

## XIII secolo(1)
- 1263 - Ibn Taymiyya, giurista e teologo arabo († 1328)

## XIV secolo(2)
- 1355 - Guglielmo II di Namur, nobile francese († 1418)
- 1397 - Luigi di Valois, nobile francese († 1415)

## XV secolo(3)
- 1440 - Ivan III di Russia, principe russo († 1505)
- 1464 - Willem Enckenwoirt, cardinale e vescovo cattolico olandese († 1534)
- 1492 - Beatrice di Baden, nobildonna tedesca († 1535)

## XVI secolo(18)
- 1516 - Agostino Barbarigo, ammiraglio italiano († 1571)
- 1520 - Taddeo Gaddi, cardinale e arcivescovo cattolico italiano († 1561)
- 1522 - Carlo II d'Orléans, nobile († 1545)
- 1532 - Giacomo Menochio, giurista italiano († 1607)
- 1536 - Filiberto di Baden-Baden, nobile tedesco († 1569)
- 1547 - Carlo II di Hohenzollern-Sigmaringen, nobile († 1606)
- 1559 - Ursino de Bertis, vescovo cattolico italiano († 1620)
- 1561 - Francesco Bacone, filosofo, politico e giurista inglese († 1626)
- 1569 - Lucio Massari, pittore italiano († 1633)
- 1571 - Robert Bruce Cotton, politico inglese († 1631)
- 1572 - John Donne, poeta, religioso e saggista inglese († 1631)
- 1573 - Ludwig Camerarius, politico, avvocato e scrittore tedesco († 1651)
- 1573 - Sebastian Vrancx, pittore e disegnatore fiammingo († 1647)
- 1575 - Luigi di Guisa, cardinale e arcivescovo francese († 1621)
- 1580 - Agostino Tassi, pittore italiano († 1644)
- 1592 - Philippe Alegambe, storico belga († 1652)
- 1592 - Pierre Gassendi, presbitero, filosofo e teologo francese († 1655)
- 1594 - Johannes Tanner, politico svizzero

## XVII secolo(11)
- 1645 - William Kidd, pirata scozzese († 1701)
- 1669 - Francesco Muttoni, architetto italiano († 1747)
- 1674 - Dorotea Maria di Sassonia-Gotha-Altenburg, principessa († 1713)
- 1677 - Antonio Schinella Conti, fisico e matematico italiano († 1749)
- 1688 - Daniele Dolfin, cardinale e patriarca cattolico italiano († 1762)
- 1688 - Jacob Friedrich Reimmann, teologo, pedagogo e filosofo tedesco († 1743)
- 1689 - Philibert Orry, politico francese († 1747)
- 1690 - Nicolas Lancret, pittore francese († 1743)
- 1696 - Johann Jacob Brucker, religioso, storico e filosofo tedesco († 1770)
- 1696 - Luis Fernández de Córdoba, cardinale e arcivescovo cattolico spagnolo († 1771)
- 1699 - Giuseppe Ignazio Filippo d'Assia-Darmstadt, vescovo cattolico tedesco († 1768)

## XVIII secolo(40)
- 1708 - Vincenzo Bellini, numismatico e presbitero italiano († 1783)
- 1710 - Jean-Nicolas Jadot, architetto francese († 1761)
- 1713 - Marc-Antoine Laugier, teorico dell'architettura e storico dell'architettura francese († 1769)
- 1719 - Antonio Marinetti, pittore italiano († 1796)
- 1724 - Enrico XXIV di Reuss-Ebersdorf, conte († 1779)
- 1729 - Gotthold Ephraim Lessing, scrittore, filosofo e drammaturgo tedesco († 1781)
- 1730 - Agostino Gervasio, teologo e arcivescovo cattolico italiano († 1806)
- 1733 - Giovanni Vincenzo Bolgeni, gesuita e teologo italiana († 1811)
- 1733 - Philip Carteret, ammiraglio e esploratore inglese († 1796)
- 1745 - Nicolas Céard, ingegnere francese († 1821)
- 1745 - Pierre-Raymond de Brisson, viaggiatore francese († 1820)
- 1747 - Timothy Dexter, mercante statunitense († 1806)
- 1752 - Robert Smith, I barone Carrington, banchiere e politico inglese († 1838)
- 1756 - Vincenzo Righini, compositore e tenore italiano († 1812)
- 1756 - Ferdinando Taxis, presbitero italiano († 1824)
- 1758 - Agostino Olivieri, teologo e vescovo cattolico italiano († 1834)
- 1760 - Leopold Alois Hoffmann, scrittore, giornalista e agente segreto austriaco († 1806)
- 1760 - Friedrich Johann Lorenz Meyer, avvocato tedesco († 1844)
- 1760 - Georg Michael Wittmann, vescovo cattolico tedesco († 1833)
- 1761 - Henry Agar-Ellis, II visconte Clifden, politico irlandese († 1836)
- 1761 - Georg Nikolaus Nissen, diplomatico e scrittore danese († 1826)
- 1762 - Jean-Baptiste Wicar, pittore e collezionista d'arte francese († 1834)
- 1763 - Johann Gabriel Chasteler de Courcelles, generale austriaco († 1825)
- 1764 - Ignazio Michelotti, ingegnere e architetto italiano († 1846)
- 1769 - Jean-Baptiste Jeanin, militare francese († 1830)
- 1769 - Federico Moretti, chitarrista e militare italiano († 1839)
- 1773 - Clemens August Droste zu Vischering, arcivescovo cattolico tedesco († 1845)
- 1773 - René-Charles Guilbert de Pixerécourt, drammaturgo, direttore teatrale e traduttore francese († 1844)
- 1773 - Thomas Weld, cardinale e vescovo cattolico inglese († 1837)
- 1774 - Francesco Fuoco, filologo, economista e presbitero italiano († 1841)
- 1774 - Claudine Thévenet, religiosa francese († 1837)
- 1779 - Stefano Pavesi, compositore italiano († 1850)
- 1781 - François-Antoine Habeneck, violinista, direttore d'orchestra e compositore francese († 1849)
- 1788 - George Gordon Byron, nobile, poeta e politico britannico († 1824)
- 1789 - Luca Passi, presbitero italiano († 1866)
- 1791 - Matteo Agnes, politico italiano († 1881)
- 1793 - Giovanni Pietro Losana, teologo e vescovo cattolico italiano († 1873)
- 1793 - Giuseppe Rubini, italianista italiano († 1864)
- 1797 - Maria Leopoldina d'Asburgo-Lorena, nobile († 1826)
- 1797 - Diego Mele, poeta, scrittore e presbitero italiano († 1861)

## XIX secolo(197)
- 1801 - Friedrich Clemens Gerke, scrittore, giornalista e musicista tedesco († 1888)
- 1802 - Richard Upjohn, architetto britannico († 1878)
- 1808 - Vincenzo Massoni, arcivescovo cattolico e diplomatico italiano († 1857)
- 1809 - François Tamisier, militare e politico francese († 1880)
- 1810 - Louis Gautier, politico francese († 1884)
- 1811 - Vincent Eyre, ufficiale britannico († 1881)
- 1811 - Paolo Griffini, generale e politico italiano († 1878)
- 1811 - Gottfried von Neureuther, architetto tedesco († 1887)
- 1812 - Raffaele Garrucci, gesuita, numismatico e archeologo italiano († 1885)
- 1812 - Amadio Ronchini, storico italiano († 1890)
- 1813 - Joseph Hyacinthe Louis Jules d'Ariès, militare francese († 1878)
- 1814 - Eduard Zeller, storico della filosofia tedesco († 1908)
- 1816 - Catherine Wolfe Bruce, filantropa statunitense († 1900)
- 1817 - Eugen Adam, pittore tedesco († 1880)
- 1819 - Giovanni Battista Cavalcaselle, scrittore, storico dell'arte e critico d'arte italiano († 1897)
- 1820 - Hermann Lingg, poeta e romanziere tedesco († 1905)
- 1820 - James Hutchison Stirling, filosofo inglese († 1909)
- 1822 - Leonzio, religioso russo († 1893)
- 1822 - Károly Markó il Giovane, pittore ungherese († 1891)
- 1822 - Francesco Montanari, patriota e militare italiano († 1860)
- 1822 - Vincenzo Morano, editore italiano († 1890)
- 1823 - Mario Mocenni, cardinale italiano († 1904)
- 1826 - Thomas Baring, I conte di Northbrook, politico inglese († 1904)
- 1826 - Giuseppe Locarni, architetto e politico italiano († 1902)
- 1826 - Friedrich Ueberweg, storico della filosofia tedesco († 1871)
- 1827 - Elise L'Heureux, fotografa e imprenditrice canadese († 1896)
- 1827 - Maria Augusta di Sassonia, principessa sassone († 1857)
- 1828 - Dora d'Istria, scrittrice e nobildonna romena († 1888)
- 1829 - Luigia Bendazzi, soprano italiano († 1901)
- 1829 - Vincenzo Coconito di Montiglio, generale italiano († 1896)
- 1829 - Stanislao Solari, militare e agronomo italiano († 1906)
- 1829 - Emilio Visconti Venosta, diplomatico e politico italiano († 1914)
- 1830 - Vincenzo Petrali, organista e compositore italiano († 1889)
- 1831 - Giovanni Bolis, militare, funzionario e prefetto italiano († 1884)
- 1831 - Francis Guthrie, botanico e matematico sudafricano († 1899)
- 1831 - Cristiano di Schleswig-Holstein, principe tedesco († 1917)
- 1832 - Bice Melzi d'Eril, nobile italiana († 1865)
- 1837 - Achille Talarico, pittore italiano († 1902)
- 1841 - Harriet Phipps, nobildonna inglese († 1922)
- 1842 - Marie von Schleinitz, mecenate tedesca († 1912)
- 1843 - Friedrich Blass, filologo classico e grecista tedesco († 1907)
- 1843 - Jules Johannard, attivista francese († 1892)
- 1844 - Alessandro Bruti Liberati, nobile italiano († 1914)
- 1845 - Sofus Arctander, politico norvegese († 1924)
- 1845 - Paul Vidal de la Blache, geografo francese († 1918)
- 1848 - Giovanni Petrini, politico italiano
- 1849 - Romana Popiel, attrice polacca († 1933)
- 1849 - August Strindberg, drammaturgo, scrittore e poeta svedese († 1912)
- 1850 - Enrico Bosio, pastore protestante e teologo italiano († 1935)
- 1850 - Robert Somers Brookings, mercante e filantropo statunitense († 1932)
- 1851 - Elisabeth Keyser, pittrice e illustratrice svedese († 1898)
- 1853 - Adolf Jourdan, imprenditore, dirigente sportivo e arbitro di calcio italiano († 1901)
- 1853 - Pavel Ivanovič Miščenko, generale russo († 1918)
- 1854 - Sergej Sergeevič Korsakov, neurologo e psichiatra russo († 1900)
- 1856 - Vico Mantegazza, scrittore, giornalista e imprenditore italiano († 1934)
- 1856 - Muhammad Bahadur Khanji III, principe indiano († 1892)
- 1856 - Luigi Segato, generale italiano († 1940)
- 1857 - Carlo Altobelli, avvocato e politico italiano († 1917)
- 1857 - Gaetano Bellei, pittore italiano († 1922)
- 1857 - Grigorij Prokof'evič Isaev, rivoluzionario russo († 1886)
- 1858 - Frederick Lugard, I barone di Lugard, militare e esploratore britannico († 1945)
- 1858 - Martha Beatrice Webb, economista e sociologa britannica († 1943)
- 1860 - Paolino Taddei, politico italiano († 1925)
- 1860 - Jaroslav Vlček, critico letterario cecoslovacco († 1930)
- 1862 - Vito Cascio Ferro, mafioso italiano († 1943)
- 1862 - Loïe Fuller, danzatrice e attrice teatrale statunitense († 1928)
- 1862 - Emanuele Vittorio Parodi, armatore e imprenditore italiano († 1945)
- 1863 - Giuseppe Albini, filologo classico, latinista e politico italiano († 1933)
- 1863 - Nicola Alongi, sindacalista italiano († 1920)
- 1864 - Charles Shelton, calciatore inglese († 1899)
- 1865 - Evgenij Francevič Bauėr, regista cinematografico russo († 1917)
- 1865 - Wilbur Scoville, farmacista statunitense († 1942)
- 1866 - Pietro Niccolini, imprenditore, giornalista e politico italiano († 1939)
- 1866 - Gustav de Vries, matematico olandese († 1934)
- 1868 - Otto Stählin, filologo classico tedesco († 1949)
- 1869 - Cristoforo Baseggio, militare italiano († 1959)
- 1869 - Ettore Bussi, generale italiano († 1937)
- 1869 - José Vicente de Freitas, generale e politico portoghese († 1952)
- 1869 - Henri Royer, pittore francese († 1938)
- 1870 - Matteo Ceirano, progettista, imprenditore e pilota automobilistico italiano († 1941)
- 1870 - Charles Tournemire, compositore e organista francese († 1939)
- 1870 - Antonio Ugo, scultore e medaglista italiano († 1950)
- 1870 - Fons Van Der Velde, pittore belga († 1936)
- 1871 - Leon Jessel, compositore tedesco († 1942)
- 1871 - Samuel Peploe, pittore scozzese († 1935)
- 1872 - Rocco Caliandro, vescovo cattolico italiano († 1924)
- 1872 - Giovanni Cicconetti, geodeta italiano († 1953)
- 1872 - Penvhyn Llewellyn Neville, calciatore gallese
- 1872 - Nicola di Grecia, principe greco († 1938)
- 1872 - Katai Tayama, scrittore giapponese († 1930)
- 1873 - Osip Braz, pittore russo († 1936)
- 1873 - Luis Marichalar y Monreal, politico spagnolo († 1945)
- 1873 - Alfred Richard Orage, filosofo e editore britannico († 1934)
- 1874 - Leonard Eugene Dickson, matematico statunitense († 1954)
- 1874 - Vincenzo Lapuma, cardinale italiano († 1943)
- 1874 - Wincenty Witos, politico polacco († 1945)
- 1875 - Astrid Cleve, botanica, chimica e geologa svedese († 1968)
- 1875 - Aleksandr Frizon, vescovo cattolico russo († 1937)
- 1875 - David Wark Griffith, regista, produttore cinematografico e sceneggiatore statunitense († 1948)
- 1875 - Bonifacius Cornelis de Jonge, politico olandese († 1954)
- 1875 - Giuseppe Oppezzo, tenore italiano
- 1876 - Francesco Guidi, generale e politico italiano († 1970)
- 1876 - Flora Sandes, militare britannica († 1956)
- 1877 - Luigi Antonelli, drammaturgo italiano († 1942)
- 1877 - Bolesław Leśmian, poeta polacco († 1937)
- 1877 - Hjalmar Schacht, economista e politico tedesco († 1970)
- 1878 - Felice Bensa, imprenditore e politico italiano († 1963)
- 1878 - Constance Collier, attrice britannica († 1955)
- 1878 - Giovanni Antonio Colonna di Cesarò, nobile e politico italiano († 1940)
- 1878 - Ben Deeley, attore statunitense († 1924)
- 1878 - Alistair Mackay, medico e esploratore britannico († 1914)
- 1878 - Angelo Joseph Rossi, politico statunitense († 1948)
- 1879 - Francis Picabia, pittore e scrittore francese († 1953)
- 1880 - Harry Culver, imprenditore statunitense († 1946)
- 1880 - Frigyes Riesz, matematico ungherese († 1956)
- 1880 - Frederick Moore Vinson, politico e giurista statunitense († 1953)
- 1881 - Raimondo Van Riel, attore e truccatore italiano († 1962)
- 1882 - Theodore Kosloff, danzatore, attore e coreografo russo († 1956)
- 1882 - Bernardo Oddo, chimico italiano († 1941)
- 1882 - Louis Pergaud, scrittore e poeta francese († 1915)
- 1883 - Antonio Hercolani Fava Simonetti, cavaliere italiano († 1962)
- 1884 - Fritz Dettelmaier, calciatore austriaco († 1913)
- 1884 - Fred Fox, regista e attore britannico († 1949)
- 1885 - Eugène Christophe, ciclista su strada e ciclocrossista francese († 1970)
- 1885 - Josef Krejcik, scacchista e compositore di scacchi austriaco († 1957)
- 1885 - Harold Wilson, mezzofondista britannico († 1932)
- 1886 - Geoffrey Carr, canottiere britannico († 1969)
- 1886 - Robert Hennet, schermidore belga († 1957)
- 1886 - Isabel Paterson, giornalista, scrittrice e critica letteraria canadese († 1961)
- 1886 - Giuseppe Picchioni, militare italiano († 1917)
- 1887 - Giovanni Grande, pittore italiano († 1937)
- 1887 - Franco Michele Napolitano, musicista italiano († 1960)
- 1887 - Niels Turin-Nielsen, ginnasta danese († 1964)
- 1887 - Bruno Åkesson, lottatore svedese († 1971)
- 1888 - Basil Brown, astronomo e archeologo britannico († 1977)
- 1888 - Mary Murillo, sceneggiatrice britannica († 1944)
- 1888 - Win Smith, disegnatore e fumettista statunitense († 1941)
- 1888 - Marco Torrès, ginnasta francese († 1963)
- 1889 - Willi Baumeister, pittore e grafico tedesco († 1955)
- 1889 - Neville Elliott-Cooper, militare britannico († 1918)
- 1889 - Giovanni Micheletto, ciclista su strada italiano († 1958)
- 1889 - Friedrich-Wilhelm Neumann, generale tedesco († 1975)
- 1889 - Henri Pélissier, ciclista su strada francese († 1935)
- 1889 - Antonio Todde, supercentenario italiano († 2002)
- 1889 - Umberto Zanotti Bianco, archeologo, ambientalista e filantropo italiano († 1963)
- 1890 - Henry Folland, ingegnere britannico († 1954)
- 1890 - Karl Grune, regista, sceneggiatore e produttore cinematografico austriaco († 1962)
- 1890 - Alfonso Menna, politico italiano († 1998)
- 1890 - Edward Wennerholm, ginnasta svedese († 1943)
- 1891 - Franz Gabriel Alexander, psicanalista e medico ungherese († 1964)
- 1891 - Antonio Gramsci, politico, filosofo e politologo italiano († 1937)
- 1891 - Gilla Vincenzo Gremigni, arcivescovo cattolico italiano († 1963)
- 1891 - Moïse Kisling, pittore polacco († 1953)
- 1891 - Bruno Loerzer, generale e aviatore tedesco († 1960)
- 1891 - Tom Patricola, chitarrista, comico e ballerino statunitense († 1950)
- 1892 - Ferruccio Capuzzo, militare e aviatore italiano († 1925)
- 1892 - Marcel Dassault, pioniere dell'aviazione, ingegnere e imprenditore francese († 1986)
- 1892 - Bəhruz Kəngərli, pittore azero († 1922)
- 1892 - Cesare Rosasco, militare italiano († 1977)
- 1892 - João Sassetti, schermidore portoghese († 1946)
- 1893 - Sverre Jensen, calciatore norvegese († 1963)
- 1893 - Ludy Langer, nuotatore statunitense († 1984)
- 1893 - Herman C. Raymaker, regista e sceneggiatore statunitense († 1944)
- 1893 - Conrad Veidt, attore tedesco († 1943)
- 1893 - Frankie Yale, mafioso italiano († 1928)
- 1894 - Gian Giacomo Badini, militare italiano († 1917)
- 1894 - Giuseppe Candela, avvocato e politico italiano († 1951)
- 1894 - Heinz Heck, zoologo e biologo tedesco († 1982)
- 1894 - Charles Langbridge Morgan, scrittore, critico teatrale e drammaturgo inglese († 1958)
- 1895 - Plínio Salgado, politico, scrittore e teologo brasiliano († 1975)
- 1896 - Guglielmo Bravo, imprenditore italiano († 1944)
- 1896 - Norman Gilroy, cardinale e arcivescovo cattolico australiano († 1977)
- 1897 - Ernest Clère, calciatore francese († 1967)
- 1897 - Arthur Greiser, politico, generale e criminale di guerra tedesco († 1946)
- 1897 - Blind Willie Johnson, cantante e chitarrista statunitense († 1945)
- 1897 - Ernst Michael, generale tedesco († 1944)
- 1897 - Nis Petersen, scrittore danese († 1943)
- 1897 - Rosa Ponselle, soprano statunitense († 1981)
- 1897 - Alf Quantrill, calciatore pakistano († 1968)
- 1897 - Carlo Striccoli, pittore italiano († 1980)
- 1898 - Ross Barnett, politico statunitense († 1987)
- 1898 - Sergej Michajlovič Ėjzenštejn, regista, sceneggiatore e montatore sovietico († 1948)
- 1898 - Alfonso Morini, imprenditore e pilota motociclistico italiano († 1969)
- 1898 - Frank Valente, scienziato, fisico e matematico italiano († 1984)
- 1898 - Camillo Zemi, discobolo e martellista italiano († 1959)
- 1899 - Pietro Ferreri, politico italiano († 1971)
- 1899 - Martti Haavio, poeta finlandese († 1973)
- 1899 - Bertil Ohlson, multiplista svedese († 1970)
- 1899 - Vincenzo Palumbo, politico italiano († 1982)
- 1900 - Ernst Busch, attore, regista e cantante tedesco († 1980)
- 1900 - Frank Leslie Cross, teologo britannico († 1968)
- 1900 - Ludovico Di Caporiacco, entomologo e aracnologo italiano († 1951)
- 1900 - Fredric Hope, scenografo statunitense († 1937)
- 1900 - Aage Jørgensen, ginnasta danese († 1972)
- 1900 - René Pellos, fumettista francese († 1998)
- 1900 - François Spirito, criminale italiano († 1967)
- 1900 - Juan Tizol, trombonista e compositore portoricano († 1984)

## XX secolo(939)
- 1901 - Vicente Aguirre, calciatore argentino († 1990)
- 1901 - Hans Erich Apostel, compositore tedesco († 1972)
- 1901 - Joe Bradford, calciatore inglese († 1980)
- 1901 - Sam Dalrymple, calciatore statunitense († 1981)
- 1901 - Alberto Hurtado, gesuita cileno († 1952)
- 1901 - Bernard Tucker, ornitologo britannico († 1950)
- 1901 - Fred Zollner, imprenditore e dirigente sportivo statunitense († 1982)
- 1902 - Franz Josef Huber, generale tedesco († 1975)
- 1902 - Dan Kinsey, ostacolista statunitense († 1970)
- 1902 - Alberto Mario Pucci, ingegnere, architetto e urbanista italiano († 1979)
- 1902 - Roger Ritoux-Lachaud, militare e aviatore francese († 1940)
- 1902 - Paul Kinam Ro, arcivescovo cattolico sudcoreano († 1984)
- 1903 - William Henry Burt, zoologo statunitense († 1987)
- 1903 - Fritz Houtermans, fisico tedesco († 1966)
- 1903 - Tamanqueiro, calciatore portoghese († 1941)
- 1904 - Mario Albertelli, direttore della fotografia italiano († 1966)
- 1904 - George Balanchine, coreografo e danzatore russo († 1983)
- 1904 - Gualtiero Benardelli, ufficiale, esploratore e diplomatico italiano († 1972)
- 1905 - Giovanni Celeste, militare italiano († 1943)
- 1905 - Giorgio Morandi, politico italiano († 2001)
- 1905 - Renato Pinciroli, attore italiano († 1976)
- 1905 - Marcella Rovena, attrice e doppiatrice italiana († 1991)
- 1906 - Robert E. Howard, scrittore statunitense († 1936)
- 1906 - Julien Levy, mercante d'arte e docente statunitense († 1981)
- 1906 - Willie Sanders, attore britannico († 1990)
- 1906 - Gusztáv Sebes, allenatore di calcio, calciatore e dirigente sportivo ungherese († 1986)
- 1907 - Baruch Ashlag, rabbino israeliano († 1991)
- 1907 - Luigi Buzzi, imprenditore italiano († 1992)
- 1907 - Dixie Dean, calciatore inglese († 1980)
- 1907 - Eligio Donadeo, calciatore italiano
- 1907 - Natale Evola, mafioso statunitense († 1973)
- 1907 - Ramón Guzmán, calciatore e allenatore di calcio spagnolo († 1954)
- 1907 - Giuseppe Fierino Lucchini, pittore italiano († 2001)
- 1907 - Antenore Magri, pittore italiano († 1978)
- 1907 - Matty Roubert, attore statunitense († 1973)
- 1908 - Allan Frost Archer, entomologo e aracnologo statunitense († 1994)
- 1908 - Alice Chalifoux, arpista statunitense († 2008)
- 1908 - Frosty Cox, allenatore di pallacanestro statunitense († 1962)
- 1908 - Giuseppe Fenoglio, calciatore italiano († 1940)
- 1908 - Pedro Ferrer, calciatore cubano
- 1908 - Lev Davidovič Landau, fisico sovietico († 1968)
- 1908 - Carlo Martini, critico letterario e poeta italiano († 1978)
- 1908 - Josef Moc, cestista cecoslovacco († 1999)
- 1908 - Jean Rambaud, religioso e teologo francese († 1977)
- 1909 - Tikvah Alper, fisica sudafricana († 1995)
- 1909 - Antônio Luiz de Barros Nunes, cestista brasiliano († 1982)
- 1909 - Goffredo Franchini, militare e aviatore italiano († 1940)
- 1909 - Porfirio Rubirosa, diplomatico, socialite e pilota automobilistico dominicano († 1965)
- 1909 - Ann Sothern, attrice statunitense († 2001)
- 1909 - Morris Swadesh, linguista statunitense († 1967)
- 1909 - U Thant, diplomatico birmano († 1974)
- 1910 - Raúl Alexandre, calciatore portoghese
- 1910 - Azi Agadovič Aslanov, militare sovietico († 1945)
- 1910 - Fortunato Castiello, fantino italiano († 1975)
- 1910 - Mae Giraci, attrice statunitense († 2006)
- 1910 - Wallace Kyle, ufficiale australiano († 1988)
- 1911 - Suzanne Danco, soprano e mezzosoprano belga († 2000)
- 1911 - Bruno Kreisky, politico austriaco († 1990)
- 1911 - André Roussin, drammaturgo e regista teatrale francese († 1987)
- 1912 - Francisco Cabañas, pugile messicano († 2002)
- 1912 - Antonio Caponigro, mafioso statunitense († 1980)
- 1912 - Charlie Cros, calciatore francese
- 1912 - Giuseppe Molinari, politico italiano († 1990)
- 1913 - Henry Bauchau, scrittore e psicanalista belga († 2012)
- 1913 - Vincenzo Chiodi, calciatore italiano
- 1913 - William John Conway, cardinale e arcivescovo cattolico irlandese († 1977)
- 1913 - James Cristy, nuotatore statunitense († 1989)
- 1913 - Wincenty Stefan Frelichowski, presbitero polacco († 1945)
- 1913 - Elia Frosio, pistard e ciclista su strada italiano († 2005)
- 1913 - June Knight, attrice e ballerina statunitense († 1987)
- 1913 - Ilfo Minzoni, pilota automobilistico italiano († 1999)
- 1913 - Kalervo Toivonen, giavellottista finlandese († 2006)
- 1913 - Antonio Trombone, pianista italiano († 1995)
- 1914 - José Agosto, calciatore argentino († 1957)
- 1914 - Sam Bartram, calciatore e allenatore di calcio inglese († 1981)
- 1914 - Jacques Nguyễn Văn Mầu, vescovo cattolico vietnamita († 2013)
- 1914 - Elvina Pallavicini, nobile italiana († 2004)
- 1914 - Vilmos Sipos, calciatore ungherese († 1978)
- 1914 - Sisowath Sirik Matak, generale e politico cambogiano († 1975)
- 1914 - Kosei Tano, pallanuotista giapponese
- 1915 - Lemuel Ayers, costumista, scenografo e produttore teatrale statunitense († 1955)
- 1915 - Ole Berntsen, velista danese († 1996)
- 1915 - Valentino Perdonà, politico italiano († 2019)
- 1915 - Mario Rossetto, militare, manager e scrittore italiano († 2015)
- 1916 - Satyen Bose, regista indiano († 1993)
- 1916 - Manuel Chorens, calciatore cubano
- 1916 - Bill Durnan, hockeista su ghiaccio e allenatore di hockey su ghiaccio canadese († 1972)
- 1916 - Henri Dutilleux, compositore francese († 2013)
- 1916 - Nicola Pistillo, militare e poeta italiano († 1983)
- 1916 - Vittorio Ratti, alpinista e partigiano italiano († 1945)
- 1916 - Amerigo Salati, calciatore e allenatore di calcio italiano († 1990)
- 1916 - Edmundo Suárez, calciatore e allenatore di calcio spagnolo († 1978)
- 1916 - Tao Jin, attore, regista e sceneggiatore cinese († 1986)
- 1917 - Carlo Cremaschi, politico e partigiano italiano († 1984)
- 1917 - Cesare Grossi, calciatore italiano († 1939)
- 1917 - José Macrí, calciatore argentino († 1987)
- 1917 - José Luis Molinuevo, calciatore e allenatore di calcio spagnolo († 2002)
- 1917 - Gutta Sternbuch, insegnante polacca († 2012)
- 1918 - Winrich Behr, militare e ufficiale tedesco († 2011)
- 1918 - Alberto Caracciolo, filosofo e traduttore italiano († 1990)
- 1918 - Jack Catran, scrittore statunitense († 2001)
- 1918 - Philippa Hilber, attrice e ballerina statunitense († 1996)
- 1918 - Clark Howat, attore statunitense († 2009)
- 1918 - Elmer Lach, hockeista su ghiaccio canadese († 2015)
- 1918 - Bruno Zevi, architetto, urbanista e politico italiano († 2000)
- 1919 - Mario Degrassi, calciatore italiano († 1999)
- 1919 - James Failla, mafioso statunitense († 1999)
- 1919 - Friedrich Geisshardt, militare e aviatore tedesco († 1943)
- 1919 - Bobby Holm, cestista statunitense († 2002)
- 1919 - Andrew Kay, inventore statunitense († 2014)
- 1919 - Sid Ramin, compositore statunitense († 2019)
- 1919 - Harry Delbert Thiers, botanico e micologo statunitense († 2000)
- 1920 - Giuseppe Biancani, politico italiano († 1981)
- 1920 - Mario Dolcher, matematico italiano († 1997)
- 1920 - Chiara Lubich, mistica italiana († 2008)
- 1920 - Alf Ramsey, calciatore e allenatore di calcio inglese († 1999)
- 1920 - Rubino Romeo Salmonì, scrittore e superstite dell'Olocausto italiano († 2011)
- 1920 - Johann Paul Saxl, politico italiano († 2008)
- 1920 - Ferdinando Stagno d'Alcontres, politico e banchiere italiano († 1976)
- 1921 - Arno Arutjunovič Babadžanjan, compositore e pianista sovietico († 1983)
- 1921 - Krzysztof Kamil Baczyński, poeta polacco († 1944)
- 1921 - José Cabrera, cestista messicano († 2016)
- 1921 - Vasco Mariz, storico, musicologo e diplomatico brasiliano († 2017)
- 1921 - Antonio Piloni, calciatore italiano
- 1921 - Mario Semoli, calciatore italiano († 2000)
- 1922 - Arciso Artesiani, pilota motociclistico italiano († 2005)
- 1922 - Carlo Bertolini, pittore, scultore e incisore italiano († 2019)
- 1922 - Vasif Biçaku, calciatore albanese († 1979)
- 1922 - Eugen Böhringer, pilota automobilistico tedesco († 2013)
- 1922 - Dickie Davis, calciatore inglese († 1999)
- 1922 - Derek John De Solla Price, fisico, storico della scienza e informatico inglese († 1983)
- 1922 - Alfredo Mazzone, drammaturgo e regista italiano († 1989)
- 1922 - Piero Pietrasanta, calciatore italiano
- 1922 - Laura Seghettini, partigiana italiana († 2017)
- 1922 - Leonel Brizola, politico brasiliano († 2004)
- 1923 - Leslie Bassett, compositore e docente statunitense († 2016)
- 1923 - Diana Douglas, attrice britannica († 2015)
- 1923 - Marcus Vinícius Dias, cestista brasiliano († 1992)
- 1924 - Marvin H. Albert, scrittore e sceneggiatore statunitense († 1996)
- 1924 - Otello Badiali, calciatore e allenatore di calcio italiano
- 1924 - Loris Fortuna, politico e partigiano italiano († 1985)
- 1924 - J. J. Johnson, trombonista e compositore statunitense († 2001)
- 1924 - Ján Chryzostom Korec, cardinale e vescovo cattolico slovacco († 2015)
- 1924 - Josef Křepela, cestista cecoslovacco († 1974)
- 1924 - Corrado Lojacono, cantante, attore e compositore italiano († 2012)
- 1924 - Gaetano Peretti, filosofo, attivista e politico italiano († 1992)
- 1924 - Lionel Rogosin, regista e produttore cinematografico statunitense († 2000)
- 1924 - Ortvin Sarapu, scacchista estone († 1999)
- 1925 - Giovanni Cristini, poeta e giornalista italiano († 1995)
- 1925 - Eva Klein, biologa e immunologa ungherese († 2025)
- 1925 - Guido Visco Gilardi, calciatore italiano († 2017)
- 1926 - Otto Hemele, calciatore cecoslovacco († 2001)
- 1926 - Margit Pirik, cestista ungherese († 2006)
- 1926 - Giglia Tedesco, politica italiana († 2007)
- 1926 - Carlo Usiglio, politico italiano
- 1926 - Arne Winther, calciatore norvegese († 2000)
- 1927 - Lou Creekmur, giocatore di football americano statunitense († 2009)
- 1927 - Silvio Feccia, allenatore di calcio e calciatore italiano († 2009)
- 1927 - Antonio Garzya, filologo classico e bizantinista italiano († 2012)
- 1927 - Sheila Gordon, scrittrice statunitense († 2013)
- 1927 - Joe Perry, giocatore di football americano statunitense († 2011)
- 1927 - Rodolfo Vitone, artista italiano († 2019)
- 1928 - Ernesto Casnati, fisico italiano († 2019)
- 1928 - Francis H. Harlow, fisico statunitense († 2016)
- 1928 - Jorge Ibargüengoitia, drammaturgo e scrittore messicano († 1983)
- 1928 - Shōzō Shimamoto, artista giapponese († 2013)
- 1929 - Grazia Barcellona, pattinatrice artistica su ghiaccio italiana († 2019)
- 1929 - Charles Alvin Beckwith, militare statunitense († 1994)
- 1929 - Antonio Braga, compositore, critico musicale e giornalista italiano († 2009)
- 1929 - Petr Eben, organista e compositore ceco († 2007)
- 1929 - Fritz Lobinger, vescovo cattolico e missionario tedesco († 2025)
- 1930 - Alberto Arbasino, scrittore, giornalista e poeta italiano († 2020)
- 1930 - Daniel Barbosa, serial killer colombiano († 1994)
- 1930 - Gamal El-Nazer, pallanuotista egiziano († 2006)
- 1930 - Giambattista Scidà, magistrato italiano († 2011)
- 1930 - Vinicio Turello, politico e avvocato italiano († 2013)
- 1931 - Nando Cicero, regista e attore italiano († 1995)
- 1931 - Sam Cooke, cantante, compositore e produttore discografico statunitense († 1964)
- 1931 - Corradino Di Stefano, politico italiano († 2016)
- 1931 - Alessandro Dordi, presbitero italiano († 1991)
- 1931 - Bengt Eriksson, combinatista nordico svedese († 2014)
- 1931 - Josef Hamerl, calciatore austriaco († 2017)
- 1931 - Rauno Mäkinen, lottatore finlandese († 2010)
- 1931 - Galina Zybina, pesista, giavellottista e discobola sovietica († 2024)
- 1932 - Günseli Başar, modella turca († 2013)
- 1932 - Max Boydston, giocatore di football americano statunitense († 1998)
- 1932 - Noël Burch, critico cinematografico statunitense
- 1932 - Mariano De Nicolò, vescovo cattolico italiano († 2020)
- 1932 - Piper Laurie, attrice statunitense († 2023)
- 1932 - Franco Odoardi, attore e doppiatore italiano († 2000)
- 1932 - Mancur Olson, economista statunitense († 1998)
- 1932 - Harun Osman Osmanoğlu, principe ottomano
- 1932 - Giovanni Raboni, poeta, critico letterario e giornalista italiano († 2004)
- 1932 - Pietro Ramella, scrittore e saggista italiano
- 1933 - Giovanni Azzaretti, politico italiano († 2015)
- 1933 - Jean-Pierre Bernard, attore francese († 2017)
- 1933 - Jurij Česnokov, pallavolista, allenatore di pallavolo e dirigente sportivo sovietico († 2010)
- 1933 - Guido Lemmi, speleologo italiano († 2011)
- 1933 - Lennie Rosenbluth, cestista statunitense († 2022)
- 1934 - Vijay Anand, regista e attore indiano († 2004)
- 1934 - Bill Bixby, attore, regista e produttore televisivo statunitense († 1993)
- 1934 - Max Bléneau, ciclista su strada francese († 2013)
- 1935 - Seymour Cassel, attore statunitense († 2019)
- 1935 - Matt Koehl, politico statunitense († 2014)
- 1935 - Aleksandr Vladimirovič Men', presbitero russo († 1990)
- 1935 - Valentina Talyzina, attrice e doppiatrice sovietica († 2025)
- 1935 - Marcello Verziera, attore, pugile e stuntman italiano († 2018)
- 1935 - Ed Wild, cestista canadese († 2020)
- 1936 - Piero Angelini, politico italiano († 2024)
- 1936 - Germano Barale, ciclista su strada italiano († 2017)
- 1936 - Nyree Dawn Porter, attrice neozelandese († 2001)
- 1936 - Alan Jay Heeger, fisico statunitense
- 1936 - Juliette Mayniel, attrice francese († 2023)
- 1936 - Ong Teng Cheong, politico singaporiano († 2002)
- 1936 - Bernd Strasser, ex pallanuotista tedesco
- 1936 - Beryl Swain, motociclista britannica († 2007)
- 1936 - Valerio Zanone, politico italiano († 2016)
- 1937 - Hugo Blanco, attore argentino
- 1937 - Al Kasha, cantautore e compositore statunitense († 2020)
- 1937 - Sarolta Mogyorósi, cestista ungherese († 2021)
- 1937 - Edén Pastora, politico e guerrigliero nicaraguense († 2020)
- 1937 - Arie Ribbens, cantante olandese († 2021)
- 1937 - Francesco Sacchi, compositore, arrangiatore e direttore di coro italiano († 2016)
- 1937 - Joseph Wambaugh, scrittore, poliziotto e militare statunitense († 2025)
- 1938 - Altair Gomes de Figueiredo, calciatore brasiliano († 2019)
- 1938 - Paolo Angioni, cavaliere italiano
- 1938 - Peter Beard, fotografo statunitense († 2020)
- 1938 - Aldo Belleni Morante, matematico italiano († 2009)
- 1938 - Joaquín Enseñat, ex cestista spagnolo
- 1938 - Joe Esposito, scrittore statunitense († 2016)
- 1938 - Francesco Gurrieri, architetto italiano
- 1938 - Martin Kjølholdt, calciatore norvegese († 1989)
- 1938 - Manfred Rummel, calciatore e allenatore di calcio tedesco († 2017)
- 1938 - Jean Taillandier, ex calciatore francese
- 1939 - Piero Brandi, pugile italiano († 2004)
- 1939 - Gian Paolo Chiti, compositore e pianista italiano
- 1939 - Alfredo Palacio, politico ecuadoriano († 2025)
- 1939 - Ante Pletikosić, ex calciatore jugoslavo
- 1939 - Luigi Simoni, calciatore, allenatore di calcio e dirigente sportivo italiano († 2020)
- 1939 - Diego Zanetti, allenatore di calcio e ex calciatore italiano
- 1940 - Karin Anselm, attrice e doppiatrice tedesca
- 1940 - John Hurt, attore britannico († 2017)
- 1940 - Peter Jaroš, scrittore, sceneggiatore e drammaturgo slovacco
- 1940 - Giovanni Prandini, funzionario e politico italiano († 2018)
- 1940 - George Seifert, allenatore di football americano statunitense
- 1940 - Pasquale Senatore, politico italiano († 2015)
- 1940 - Gillian Shephard, politica britannica
- 1940 - Robert Stalnaker, filosofo statunitense
- 1940 - Erik Sørensen, allenatore di calcio e ex calciatore danese
- 1940 - Helmut Thaler, ex slittinista austriaco
- 1940 - Eberhard Weber, contrabbassista e compositore tedesco
- 1941 - Kathleen Barry, sociologa statunitense
- 1941 - Sergio Calligaris, pianista, compositore e pedagogo argentino († 2023)
- 1941 - Luigi Ferrando, vescovo cattolico e missionario italiano
- 1941 - Jaan Kaplinski, scrittore, poeta e traduttore estone († 2021)
- 1941 - Paolo Lazzotti, calciatore italiano († 2011)
- 1941 - Antonio Pugliese, wrestler italiano († 2000)
- 1941 - Rintarō, regista e produttore cinematografico giapponese
- 1941 - Giuseppe Visenzi, ex pilota motociclistico italiano
- 1942 - Dīmītrīs Domazos, calciatore greco († 2025)
- 1942 - Amin Gemayel, politico libanese
- 1942 - Philippe Jacquin, scrittore francese († 2002)
- 1942 - Mario Lettieri, politico italiano
- 1942 - Angelo Nuvoletta, mafioso italiano († 2013)
- 1942 - Potito Salatto, politico italiano († 2016)
- 1942 - Juan Carlos Sarnari, calciatore argentino († 2023)
- 1943 - Tamás Cseh, cantautore e attore ungherese († 2009)
- 1943 - Lung Fei, attore e artista marziale hongkonghese
- 1943 - Mariangela Fissore, ex schermitrice italiana
- 1943 - Wilhelm Genazino, giornalista e scrittore tedesco († 2018)
- 1943 - Jean-Pierre Goisbault, ex cestista francese
- 1943 - Preben Isaksson, pistard danese († 2008)
- 1943 - Didier Malherbe, flautista, sassofonista e compositore francese
- 1943 - Antonio Mereu, ex politico italiano
- 1943 - Marília Pêra, attrice, cantante e danzatrice brasiliana († 2015)
- 1943 - Jim Saxton, politico statunitense
- 1943 - Jurij Selichov, ex cestista e allenatore di pallacanestro sovietico
- 1943 - Antonio Sicari, presbitero e teologo italiano
- 1943 - Roberta Tatafiore, attivista e scrittrice italiana († 2009)
- 1944 - Juan Manuel Basurco, presbitero e calciatore spagnolo († 2014)
- 1944 - Giampiero Beccaria, politico italiano
- 1944 - Larry Conley, ex cestista statunitense
- 1944 - Giampaolo Coral, compositore italiano († 2011)
- 1944 - Andrea Frazzi, regista e sceneggiatore italiano († 2006)
- 1944 - Antonio Frazzi, regista e sceneggiatore italiano
- 1944 - Victor Gamaldo, ex calciatore trinidadiano
- 1944 - Patience Dabany, cantante e musicista gabonese
- 1944 - Silvio Mantelli, presbitero e illusionista italiano
- 1944 - Mario Oliveri, vescovo cattolico italiano
- 1944 - Pamela Salem, attrice e impresaria teatrale britannica († 2024)
- 1944 - Manlio Sodi, teologo italiano
- 1944 - Angela Winkler, attrice tedesca
- 1945 - Pietro Carmignani, ex calciatore e allenatore di calcio italiano
- 1945 - Michael Cristofer, drammaturgo, sceneggiatore e regista statunitense
- 1945 - Sergio Franchi, hockeista su pista e allenatore di hockey su pista italiano († 1988)
- 1945 - Randy Horton, crickettista, ex calciatore e politico bermudiano
- 1945 - Isaiah Jackson, direttore d'orchestra statunitense
- 1945 - Juan Matta-Ballesteros, criminale honduregno
- 1945 - Jean-Pierre Nicolas, ex pilota di rally francese
- 1945 - Feliks Niedziółka, calciatore polacco († 2024)
- 1945 - Christoph Schönborn, cardinale e arcivescovo cattolico austriaco
- 1945 - Alojzij Uran, arcivescovo cattolico sloveno († 2020)
- 1945 - Ludo Vandromme, ciclista su strada belga
- 1945 - Sam Williams, ex cestista statunitense
- 1946 - Christopher Hampton, sceneggiatore, drammaturgo e librettista britannico
- 1946 - Malcolm McLaren, produttore discografico e cantante britannico († 2010)
- 1946 - Serge Savard, dirigente sportivo e ex hockeista su ghiaccio canadese
- 1947 - Vincenzo Apicella, vescovo cattolico italiano
- 1947 - Jean-Paul Delevoye, politico francese
- 1947 - Peppi Franzelin, annunciatrice televisiva e conduttrice televisiva italiana
- 1947 - Rino Mussi, allenatore di calcio e dirigente sportivo italiano
- 1947 - Giuseppe Pernice, ingegnere e politico italiano
- 1947 - Delroy Scott, calciatore giamaicano († 2018)
- 1947 - Fratelli Čudnovskij, matematico statunitense
- 1948 - Velton Ray Bunch, compositore statunitense
- 1948 - Heinz Emigholz, regista tedesco
- 1948 - Tim Foley, giocatore di football americano statunitense († 2023)
- 1948 - Mick Grabham, chitarrista, cantante e compositore britannico
- 1948 - Giovanni Improta, ex calciatore, allenatore di calcio e dirigente sportivo italiano
- 1948 - Edward Jurkiewicz, ex cestista polacco
- 1948 - Fabio Mussi, politico italiano
- 1948 - Anne Northup, politica statunitense
- 1948 - André Rey, ex calciatore francese
- 1948 - Agostino Spataro, giornalista e politico italiano
- 1948 - Bill Stricker, cestista e allenatore di pallacanestro statunitense († 2020)
- 1949 - Elena Emma Cordoni, politica italiana
- 1949 - Vini Lopez, batterista statunitense
- 1949 - Dragan Malešević Tapi, pittore serbo († 2002)
- 1949 - Phil Miller, chitarrista, compositore e produttore discografico inglese († 2017)
- 1949 - Orlando Pereira, allenatore di calcio e calciatore brasiliano († 1999)
- 1949 - Steve Perry, cantante, polistrumentista e compositore statunitense
- 1949 - Reinhard Todt, politico austriaco († 2025)
- 1949 - Otto Tschudi, ex sciatore alpino norvegese
- 1950 - André Buonomo, rugbista a 15 e allenatore di rugby a 15 francese
- 1950 - Jackie Dinkins, cestista statunitense († 1983)
- 1950 - Mike Flater, ex calciatore statunitense
- 1950 - Javier Galdós, ex calciatore spagnolo
- 1950 - Pasquale Presutti, ex rugbista a 15, allenatore di rugby a 15 e dirigente sportivo italiano
- 1950 - Marshall Rogers, fumettista e illustratore statunitense († 2007)
- 1950 - Frank Schade, ex cestista e allenatore di pallacanestro statunitense
- 1950 - Frederik L. Schodt, traduttore e scrittore statunitense
- 1950 - Vladimir Sučilin, calciatore sovietico († 2014)
- 1951 - Alberto de Jesús Benítez, calciatore argentino († 2016)
- 1951 - Francisco Bizcocho, ex calciatore spagnolo
- 1951 - George Casella, statistico statunitense († 2012)
- 1951 - Enzo D'Angelo, pallanuotista italiano († 2008)
- 1951 - Pablo Echaurren, pittore e scrittore italiano
- 1951 - Alveda King, attivista, politica e scrittrice statunitense
- 1951 - Ondrej Nepela, pattinatore artistico su ghiaccio cecoslovacco († 1989)
- 1951 - Michael Scott Rohan, scrittore scozzese († 2018)
- 1951 - Mary Helen Stefaniak, scrittrice statunitense
- 1951 - Marlena Zagoni, canottiera rumena († 2025)
- 1952 - Gordana Janjić, cestista jugoslava († 2022)
- 1952 - José María Núñez, ex calciatore spagnolo
- 1952 - Teddy Gentry, bassista e cantante statunitense
- 1952 - Aloys Wobben, imprenditore e ingegnere tedesco († 2021)
- 1953 - Edward L. Ayers, storico statunitense
- 1953 - Gerhard Brandstätter, banchiere italiano
- 1953 - Steve Chabot, politico statunitense
- 1953 - Chung Myung-whun, direttore d'orchestra e pianista sudcoreano
- 1953 - Jim Jarmusch, regista, sceneggiatore e musicista statunitense
- 1953 - Mitsuo Katō, ex calciatore giapponese
- 1953 - Tapio Koskinen, ex hockeista su ghiaccio finlandese
- 1953 - Luisa Mattia, scrittrice e autrice televisiva italiana
- 1953 - Arsenio Meza, ex calciatore paraguaiano
- 1953 - Karen Moe, ex nuotatrice statunitense
- 1953 - Jürgen Pommerenke, ex calciatore tedesco orientale
- 1953 - Elisabetta Spitz, architetta e dirigente pubblica italiana
- 1953 - Yang Jung-mo, ex lottatore sudcoreano
- 1954 - Tully Blanchard, ex wrestler canadese
- 1954 - Bernd Heynemann, ex arbitro di calcio e politico tedesco
- 1954 - Chris Lemmon, attore statunitense
- 1954 - Vicenta Salmón, ex cestista cubana
- 1954 - Mircea Şimon, ex pugile rumeno
- 1955 - Clive Griffiths, calciatore gallese († 2022)
- 1955 - Lester Hayes, ex giocatore di football americano statunitense
- 1955 - Thomas Jones, ex astronauta statunitense
- 1955 - Ernie Kent, ex cestista e allenatore di pallacanestro statunitense
- 1955 - John Wesley Shipp, attore statunitense
- 1955 - Ladislav Vízek, ex calciatore cecoslovacco
- 1955 - Rajko Žižić, cestista e allenatore di pallacanestro jugoslavo († 2003)
- 1956 - Yves Angelo, direttore della fotografia, regista e sceneggiatore francese
- 1956 - Dido Castelli, sceneggiatore e regista italiano
- 1956 - Michael Kopsa, attore e doppiatore canadese († 2022)
- 1956 - Ellen J. Kullman, dirigente d'azienda e ingegnere statunitense
- 1956 - Stefano Nosei, cabarettista e musicista italiano
- 1956 - Alberto Petrucciani, bibliotecario italiano († 2023)
- 1956 - Steve Riley, batterista statunitense († 2023)
- 1957 - Ernst Baumeister, allenatore di calcio e ex calciatore austriaco
- 1957 - Mike Bossy, hockeista su ghiaccio canadese († 2022)
- 1957 - Michel Cusson, chitarrista canadese
- 1957 - Nasser Edine Drid, ex calciatore algerino
- 1957 - Galina Kudrevatova, ex cestista sovietica
- 1957 - Piero Maccarinelli, regista teatrale e direttore artistico italiano
- 1957 - Maino Marchi, politico italiano
- 1957 - Bogdan Nikolov, pilota motociclistico bulgaro
- 1957 - Al Poling, wrestler statunitense
- 1957 - Jeff Rutledge, ex giocatore di football americano statunitense
- 1957 - Tharman Shanmugaratnam, economista e politico singaporiano
- 1957 - Andrzej Udalski, astronomo polacco
- 1958 - Nikos Anastopoulos, allenatore di calcio e ex calciatore greco
- 1958 - Cho Jung-tai, politico taiwanese
- 1958 - Paolo Doto, calciatore italiano († 2016)
- 1958 - Koen Geens, politico belga
- 1958 - Thierry Meyer, ex calciatore francese
- 1958 - Bruno Rodríguez Parrilla, politico e diplomatico cubano
- 1958 - Kateřina Skronská, ex tennista cecoslovacca
- 1958 - Charles Toubé, calciatore camerunese († 2016)
- 1958 - Charles White, giocatore di football americano statunitense († 2023)
- 1959 - Dejan Ajdačić, slavista e filologo serbo
- 1959 - Emilia Alixandru, ex cestista rumena
- 1959 - Francesco Anchisi, ex cestista italiano
- 1959 - Linda Blair, attrice statunitense
- 1959 - Gaudenzio Colla, ex calciatore italiano
- 1959 - John Drake, rugbista a 15 e giornalista neozelandese († 2008)
- 1959 - Maurizio Lasi, ex cestista e allenatore di pallacanestro italiano
- 1959 - Rob McDonald, allenatore di calcio e ex calciatore inglese
- 1959 - Urs Meier, ex arbitro di calcio svizzero
- 1959 - Hiroshi Muramatsu, allenatore di calcio e ex calciatore giapponese
- 1959 - Tyrone Power Jr., attore statunitense
- 1959 - Thierry Scherrer, vescovo cattolico francese
- 1959 - Timoleón Jiménez, rivoluzionario colombiano
- 1959 - Daniel Wallace, scrittore statunitense
- 1960 - Victor Barnuevo Bendico, arcivescovo cattolico filippino
- 1960 - Sergio Brancato, sociologo, scrittore e sceneggiatore italiano
- 1960 - Fabio Fortuna, economista italiano
- 1960 - Ángel Fernández Franco, criminale e attore spagnolo († 1991)
- 1960 - Michael Hutchence, cantante australiano († 1997)
- 1960 - Markos Kyprianou, politico cipriota
- 1960 - Gaetano Musella, allenatore di calcio e calciatore italiano († 2013)
- 1960 - Paolo Russo, politico e scrittore italiano
- 1960 - Rocky Shades, cantante inglese
- 1960 - Enrico Varriale, giornalista e conduttore televisivo italiano
- 1960 - Aleksandr Zverev, ex tennista sovietico
- 1961 - Maria Teresa Baldini, politica e ex cestista italiana
- 1961 - Luisa Capelli, editrice italiana
- 1961 - Quintin Dailey, cestista statunitense († 2010)
- 1961 - Elzo, ex calciatore brasiliano
- 1961 - Paolo Alberto Faccini, procuratore sportivo e ex calciatore italiano
- 1961 - Michael Hillardt, ex mezzofondista australiano
- 1961 - Daniel Johnston, cantautore e pittore statunitense († 2019)
- 1961 - Kim Jin, ex cestista e allenatore di pallacanestro sudcoreano
- 1961 - Guillermo Kuitca, pittore argentino
- 1961 - Horacio López, ex cestista, scrittore e allenatore di pallacanestro uruguaiano
- 1961 - Laura Mambelli, giornalista italiana († 2011)
- 1961 - Marco Marocchi, ex calciatore italiano
- 1961 - Guglielmo Minervini, politico italiano († 2016)
- 1961 - Devon Morris, ex velocista giamaicano
- 1961 - Shigeru Nakahara, doppiatore giapponese
- 1961 - Masato Ōtomo, ex calciatore giapponese
- 1961 - Cornelia Stoichiță, ex cestista rumena
- 1962 - Melissa Bean, politica statunitense
- 1962 - Massimo Bulbi, politico italiano
- 1962 - Cesareo, chitarrista e compositore italiano
- 1962 - Tamra Davis, regista statunitense
- 1962 - Ljudmyla Džyhalova, ex velocista sovietica
- 1962 - Uwe Messerschmidt, ex pistard tedesco
- 1962 - Mizan Zainal Abidin di Terengganu, sovrano malese
- 1962 - François Verove, serial killer e poliziotto francese († 2021)
- 1963 - Cong Yuzhen, ex pesista cinese
- 1963 - Maurizio Fiorentini, attore e doppiatore italiano
- 1963 - Keith Gray, ex cestista e allenatore di pallacanestro statunitense
- 1963 - Vito Pollari, allenatore di pallacanestro italiano
- 1963 - Andrei Tchmil, ex ciclista su strada e dirigente sportivo belga
- 1963 - Violeta Tomič, attrice e politica slovena
- 1964 - Nigel Benn, ex pugile britannico
- 1964 - Emmanuel Faber, manager francese
- 1964 - Kim Kwang-seok, cantautore sudcoreano († 1996)
- 1964 - Catherine Quittet, ex sciatrice alpina francese
- 1964 - Pietro Spagnoli, baritono italiano
- 1964 - Stojko Vranković, ex cestista jugoslavo
- 1965 - Steven Adler, batterista statunitense
- 1965 - Bionca, ex attrice pornografica e regista statunitense
- 1965 - Davide Drei, politico italiano
- 1965 - Paul Kodish, batterista inglese
- 1965 - Nikolaj Kovš, ex pistard russo
- 1965 - Diane Lane, attrice statunitense
- 1965 - Silvia Martínez, modella venezuelana
- 1965 - Brian McCardie, attore britannico († 2024)
- 1965 - Mario Meoni, politico argentino († 2021)
- 1965 - Andrew Roachford, cantante britannico
- 1965 - Giovanni Satta, politico italiano
- 1965 - Dirk Snyders, ex cestista belga
- 1965 - Chintara Sukapatana, attrice thailandese
- 1965 - DJ Jazzy Jeff, disc jockey e beatmaker statunitense
- 1966 - Rick Crawford, politico statunitense
- 1966 - Luis Manuel Cuña Ramos, presbitero spagnolo
- 1966 - Mariano D'Angelo, attore e scrittore italiano
- 1966 - Ivano De Matteo, attore, regista e sceneggiatore italiano
- 1966 - Paolo Di Lorenzo, giornalista e conduttore televisivo italiano
- 1966 - Carolyn Peck, ex cestista e allenatrice di pallacanestro statunitense
- 1966 - Thomas Rådström, ex pilota di rally svedese
- 1966 - Paolo Schianchi, architetto e designer italiano
- 1966 - Paolo Tancredi, politico italiano
- 1966 - Jurij Vernydub, allenatore di calcio e ex calciatore ucraino
- 1966 - Oleksandr Tkačenko, giornalista, dirigente d'azienda e politico ucraino
- 1967 - Livia Bonifazi, attrice italiana
- 1967 - Jon Ehrlich, compositore statunitense
- 1967 - José Estrada González, ex giocatore di baseball cubano
- 1967 - Nick Gillingham, ex nuotatore britannico
- 1967 - Francesca Guadagno, doppiatrice, direttrice del doppiaggio e attrice italiana
- 1967 - Şanver Göymen, ex calciatore turco
- 1967 - Robert Kasperczyk, allenatore di calcio, dirigente sportivo e ex calciatore polacco
- 1967 - Robert Lechner, ex pistard tedesco
- 1967 - Eleanor McEvoy, cantautrice irlandese
- 1967 - Lionel Plumenail, ex schermidore francese
- 1967 - Nadežda Rjaškina, ex marciatrice russa
- 1967 - Ecaterina Szabó, ex ginnasta romena
- 1967 - István Vincze, ex calciatore e allenatore di calcio ungherese
- 1968 - Attila Bartis, scrittore e fotografo romeno
- 1968 - Raquel Cassidy, attrice britannica
- 1968 - Alessandro De Virgilio, giornalista italiano
- 1968 - Franka Dietzsch, ex discobola tedesca
- 1968 - Guy Fieri, autore televisivo e personaggio televisivo statunitense
- 1968 - Mike Iuzzolino, ex cestista e allenatore di pallacanestro statunitense
- 1968 - Frank Lebœuf, attore e ex calciatore francese
- 1968 - Heath, bassista e compositore giapponese († 2023)
- 1968 - Mauricio Serna, ex calciatore colombiano
- 1968 - Alain Sutter, ex calciatore svizzero
- 1968 - Sergej Poljakov, ex tiratore a segno russo
- 1969 - Ekaterina Anikeeva, ex pallanuotista russa
- 1969 - Vinnie Clark, ex giocatore di football americano statunitense
- 1969 - Markus Eggler, ex giocatore di curling svizzero
- 1969 - Kang Seon-gu, ex cestista sudcoreana
- 1969 - Svetlana Moskalec, ex multiplista russa
- 1969 - Naoko Nishigai, ex calciatrice giapponese
- 1969 - Kelvin Pritchett, ex giocatore di football americano statunitense
- 1969 - Shelley Sandie, ex cestista australiana
- 1969 - Olivia d'Abo, attrice britannica
- 1970 - Carmela Allucci, ex pallanuotista italiana
- 1970 - Øystein Drillestad, ex calciatore norvegese
- 1970 - Fan Zhiyi, ex calciatore cinese
- 1970 - Alex Fernández, ex calciatore colombiano
- 1970 - Alessandro Lai, costumista italiano
- 1970 - Abraham Olano, ex ciclista su strada spagnolo
- 1970 - Alex Ross, fumettista e illustratore statunitense
- 1970 - Péter Székely, astronomo ungherese
- 1971 - Agata Ciabattoni, informatica e matematica italiana
- 1971 - Stan Collymore, ex calciatore inglese
- 1971 - Lamine Diawara, ex cestista maliano
- 1971 - Katie Finneran, attrice e cantante statunitense
- 1971 - Geoffrey Gurrumul Yunupingu, cantautore, musicista e polistrumentista australiano († 2017)
- 1971 - Rick Mora, attore statunitense
- 1971 - Tim Mälzer, cuoco tedesco
- 1971 - Max Pescatori, giocatore di poker italiano
- 1971 - Gonzalo Rodríguez, pilota automobilistico uruguaiano († 1999)
- 1971 - Massimiliano Romeo, politico italiano
- 1971 - Dušan Stević, ex cestista serbo
- 1971 - Damian Walshe-Howling, attore australiano
- 1971 - Aleksandrs Žižmanovs, ex calciatore lettone
- 1972 - Katie Barberi, attrice messicana
- 1972 - Viktor Bulatov, ex calciatore e allenatore di calcio russo
- 1972 - Scott Campbell, ex hockeista su ghiaccio canadese